# Peter Heiberg (botaniker)
 For alternative betydninger, se Peter Heiberg. (Se også artikler, som begynder med Peter Heiberg)
Peter Andreas Christian Heiberg (født 29. august 1837 i Lunde ved Odense, død 20. marts 1875 i Hellebæk) var en dansk botaniker. Han var farbror til Kristian Axel Heiberg.
Heiberg blev student 1854 og tog magisterkonferens 1860. Efter 1863 at have disputeret for doktorgraden med en kritisk oversigt over de danske diatomeer (Conspectus criticus Diatomacearum Danicarum) rejste han i udlandet. I 1866 blev Heiberg den første redaktør af Botanisk Tidsskrift udgivet af Dansk Botanisk Forening, hvori han publicerede flere arbejder over morfologiske og anatomiske forhold. Heibergs polemisk anlagte karakter bragte ham i en heftig videnskabelig strid med A.S. Ørsted; også kom han i stærk opposition til Botanisk Forenings øvrige bestyrelse og fratrådte denne 1869. 2 år i forvejen havde Heiberg kastet sig over arbejder med udtørring af forskellige søer (for eksempel Søndersø ved Jonstrup), hvilke imidlertid kun skaffede ham store økonomiske skuffelser. I 1874 udgav han under mærket Victor Norfelt skriftet Er det ikke paa Tide at ophæve Folkekirken og afskaffe Statsgejstligheden?, om hvilket emne han også skrev flere afhandlinger i Det nittende Aarhundrede.